# Pokrzywnica (województwo opolskie)

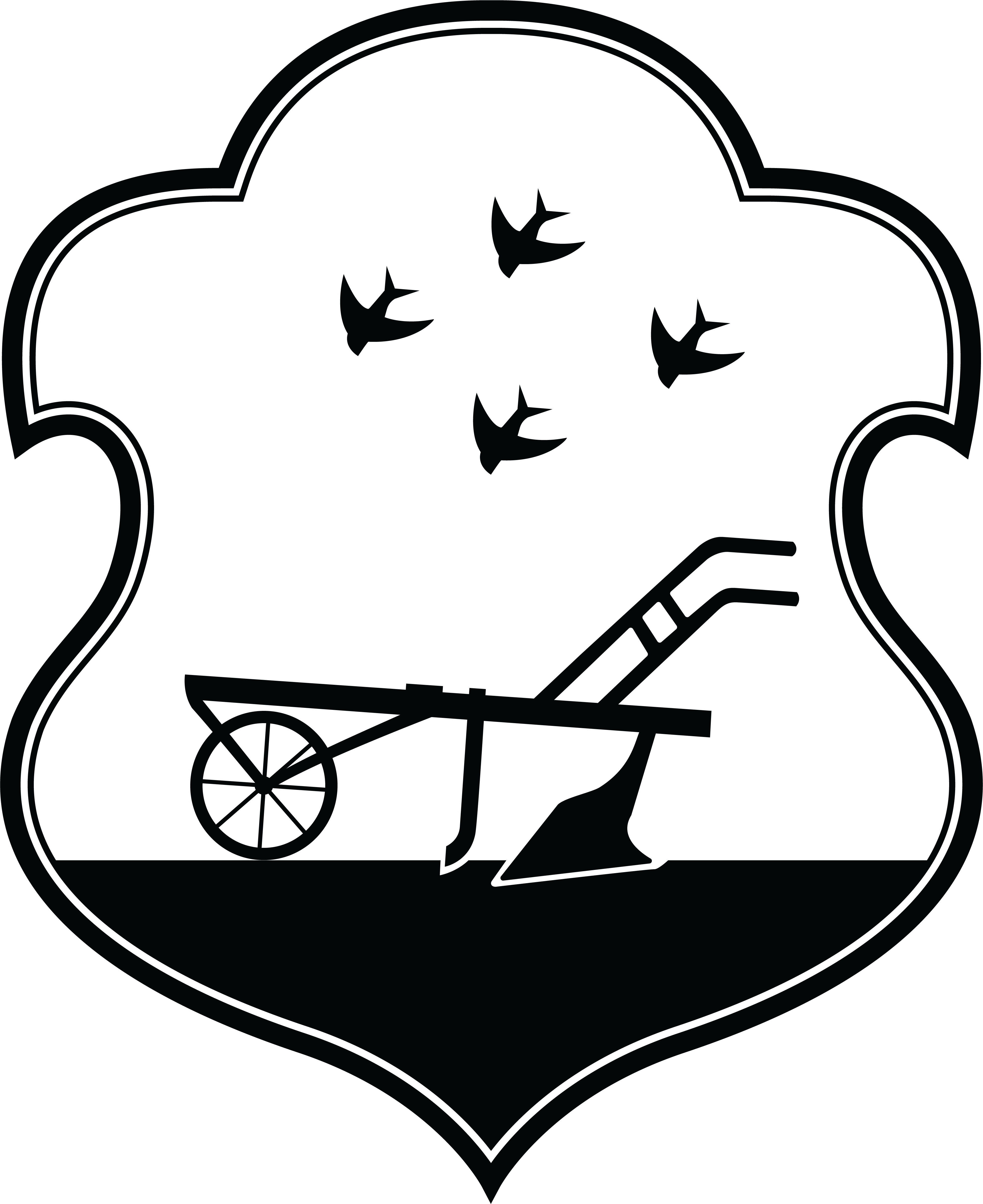
Nieoficjalny herb wsi Pokrzywnica

Pokrzywnica (dodatkowa nazwa w j. niem. Nesselwitz) – wieś w Polsce położona w województwie opolskim, w powiecie kędzierzyńsko-kozielskim, w gminie Reńska Wieś.
W latach 1975–1998 miejscowość położona była w województwie opolskim.
W alfabetycznym spisie miejscowości na terenie Śląska wydanym w 1830 roku we Wrocławiu przez Johanna Knie wieś występuje pod obecnie używaną, polską nazwą Pokrzywnica oraz nazwą niemiecką – Nesselwitz.
Przez Pokrzywnicę przebiega droga krajowa 40. 
Pokrzywnicy jest przystanek kolejowy Pokrzywnica.
We wsi jest Parafia św. Sebastiana w Pokrzywnicy.

## Historia
Od końca XVIII w. wieś posiadała własną pieczęć gminną, na której wizerunku przedstawiono pług skierowany w prawo, nad nim cztery ptaki.